# ۱۴۵ (قمری)
۱۴۵ (قمری)، صد و چهل و پنجمین سال در گاهشماری هجری قمری است. اول محرم این سال برابر با پنجم آوریل سال ۷۶۲ میلادی است.